# Dårörter
Dårörter (Scopolia) är ett släkte i familjen potatisväxter med fem arter. 
Släktet innehåller fleråriga, kala örter med trind, upptill grenad stjälk. Bladen sitter strödda, de övre bladen är brett lansettlika, helbräddade, med grova nerver, de nedre bladen är reducerade till fjällika bildningar. Blommor sitter ensamma i bladvecken, de är skaftade och hängande. Fodret är klockformat, foderflikarna är korta. Kronan har mycket korta, trubbiga flikar, de är vanligen purpurbrun eller rödaktiga med gulaktig insida. Ståndarna är fem. Pistillen är ensam. Frukten är en klotrund kapsel. Arterna betecknas som mycket giftig och innehåller flera alkaloider, som exempelvis scopolamin.
En art, dårört (S. carniolica), förekommer förvildad och naturaliserad i Sverige.
Släktnamnet Scopolia hedrar den italienske Johann Scopoli, en naturvetenskaplig forskare som levde mellan 1723 och 1788.

## Arter
- Dårört (S. carniolica)
- Scopolia japonica
- Scopolia lutescens
- Scopolia parviflora
- Scopolia tangutica